# История почты и почтовых марок Боснии и Герцеговины
История почты и почтовых марок Боснии и Герцеговины подразделяется на следующие периоды: османский, югославских государств и современного независимого конфедеративного государства.
Первые почтовые марки на территории нынешней Боснии и Герцеговины появились летом 1879 года. Австро-Венгерская оккупация привела к изданию специальных почтовых марок на территории Боснии и Герцеговины 1 июля 1879 года. Первая почтовая марка с изображением двуглавого орла — герба Австро-Венгрии была серого цвета и имеет нескольких разновидностей. Номинал марки составлял один крейцер.

## Развитие почты

### Современность
Ныне в Боснии и Герцеговине работают три почтовые службы, которые эмитируют собственные почтовые марки с номиналами в единой валюте: конвертируемых марках (KM) или BAM, которые действительны на всей территории Боснии и Герцеговины. Помимо Боснии и Герцеговины в Европе и мире есть ещё несколько стран с несколькими почтовыми администрациями (Андорра, Австралия, Кипр, Великобритания, Дания, Индонезия, Китай, Франция, Сербия, Хорватия, Италия и др.). Функционирование в этих странах разных почтовых служб и нахождение там в почтовом обращении разных марок вызваны географическими, политическими, историческими и иными причинами. Причиной наличия трёх почтовых ведомств в Боснии и Герцеговине стал распад Югославии и последовавшие за ним войны. Потребности в контактах между населением, в денежных переводах и т. д. удовлетворялись пересылкой почтовых отправлений из Европы преимущественно по частным каналам или через почту соседних стран с обязательным указанием конечного адресата.
Ещё одна особенность почтовой связи в Боснии и Герцеговине состоит в том, что в некоторых городах менее чем в километре друг от друга расположены почтовых отделения двух разных почтовых служб, где соответственно можно приобрести два вида почтовых марок. Это, к примеру, Сараево, Витез, Мостар, Нови-Травник, Горни-Вакуф и т. д. (В литературе упоминается аналогичная ситуация с ОАЭ и Оманом в районе границы между ними.) Эта особенность находит отражение в наличии в Европе относительно высокого спроса на марки Боснии и Герцеговины, а также способствует развитию графического дизайна и появлению оригинальных идей, что приводит к выпуску почтовых марок высокого качества. Аналогичен и пример Чехословакии, где после её распада появились две почтовые службы высокого качества. Противоположным примером служит почта Германии, которая после слияния и приватизации потеряла в качестве и дизайне почтовых марок.

## Османский период
До австро-венгерской оккупации, а именно до июля 1878 года на территории Боснии находились в обращении почтовые марки османской почты того периода. Неизвестно, существовали ли специальные марки для Боснии и Герцеговины. Находившиеся в обращении на боснийской территории марки османской почты различаются по имеющимся на них оттискам почтовых штемпелей с обозначением городов: Сараево, Мостар, Баня-Лука, Травник, Нови-Пазар, Прут (ныне Брод) и Бихеке (ныне Бихач). Все надписи выполнены арабским письмом на турецком языке. Номиналы от 20 пара, 1, 2 и 5 курушей. В филателистической литературе нет чёткой классификации этих марок по основным признакам.

## Австро-Венгерский период

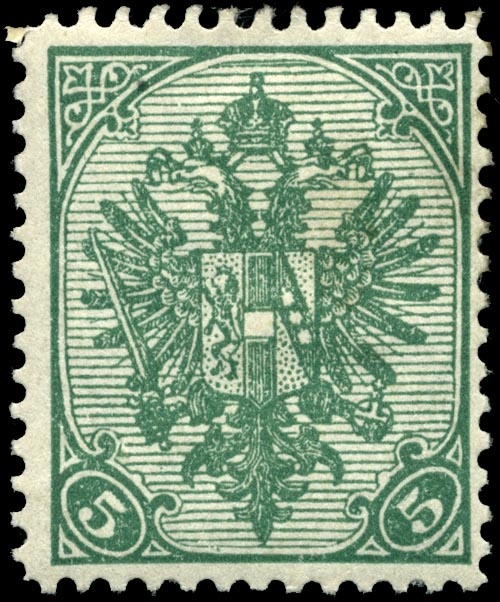
Почтовая марка Австро-Венгрии для Боснии и Герцеговины номиналом в 5 геллеров (1900)

Первая почтовая марка увидела свет 1 июля 1879 года. На марке изображён двуглавый орёл с гербом. Почтовые марки с 1879 по 1908 год помимо Боснии и Герцеговины были в обращении и в Санджаке, управлявшемся военной администрацией Австро-Венгрии. В те времена для военной почты, находившейся в ведении военного министерства, было нехарактерно использование гражданской почты, как это имело место в Боснии и Герцеговине. Из-за возникших языковых проблем австро-венгерская почта приняла решение о выпуске марки без каких-либо надписей, чтобы подчеркнуть равноправие языков и культур в этой относительно проблемной области. До 1900 года употреблялся австрийский гульден (форинт), насчитывавший 100 крейцеров. После 1900 года в обращении была крона (нем. Krone), в которой было 100 геллеров (нем. Heller). Первая серия состояла из марок девяти номиналов девяти разных цветов: 1, 2, 3, 5, 10, 15, 25, 20 и ½ крейцеров. Номинал был указан в верхнем левом и правом углу.

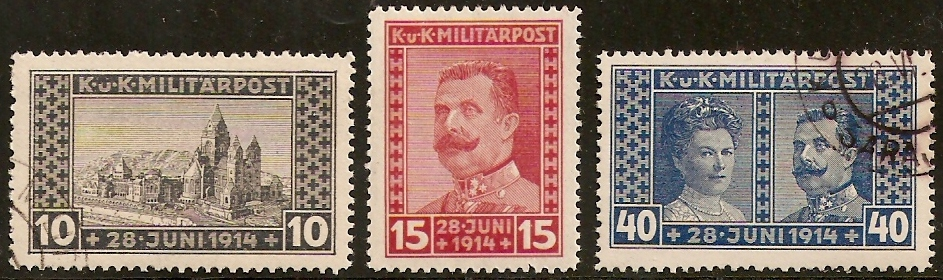
Серия из трёх марок, выпущенная в 1917 году с изображением убитого наследника престола Франца Фердинанда и его супруги Софьи. На первой марке представлен проект церкви, посвящённой Софье, которая так и не была построена

Известно много разновидностей, различающихся по качеству и типу печати, зубцовке и водяному знаку. Все марки напечатаны в государственной типографии в Вене. Только в 1906 году вышла первая серия марок с надписью на немецком языке: «Bosnien-Herzegowina» («Босния-Герцеговина»). Серия включала 16 почтовых марок с местными сюжетами. На марках изображены города, реки и типичные транспортные средства того времени. Это виды городов Добой, Мостар, Яйце, Сараево (изображён старый рынок Башчаршия (англ. Baščaršija)), башни Святого Луки в Яйце, а также портрет императора Франца Иосифа I. Рисунки марок выполнил известный австрийский художник и график, Коломан Мозер (нем. Koloman Moser). Эта серия марок, выпущенная для Боснии и Герцеговины, является революционной для того времени, потому что до сих пор, особенно в Европе, выпускались только почтовые марки с гербом императора или короля или с изображением текущего правителя. Когда первый выпуск закончился, австрийская типография тут же напечатала другую серию, это были марки с зубцовкой от 6 до 12. По некоторым данным, существует и серия с зубцовкой 5, но её происхождение неизвестно.
В 1912 году вышла серия из 21 марки с изображением императора Франца-Иосифа I, на которой впервые появилась надпись: «K.u.K.Militär Post Bosnien-Hercegovina» («Императорская и королевская военная почта Боснии-Герцеговины»), но без обычных немецких z и w в названии «Hercegovine». Их номиналы — от одного геллера до 10 крон. В 1917 году была эмитирована серия из трёх почтовых марок с изображением убитого наследника престола Франца Фердинанда и его супруги Софьи, а также проекта церкви, посвящённой Софье, которая так и не была построена. Последняя почтовая марка появилась 1 сентября 1918 года. На ней изображён Мостар с надписью 1918 и император Франц-Иосиф I. Подготовленная серия марок 1918 года с изображением императора Карла в обращение так и не вышла и в каталогах не включается в число обычных почтовых марок.
В отличие от австрийских выпусков, на выпусках для Боснии и Герцеговины в основном представлены города Боснии и Герцеговины, в то время как выпуски для Австрии преимущественно посвящены членам императорской королевкой семьи, изредка — дворцам Шёнбрунн или венскому Хофбургу. Всего было выпущено 148 различных марок, которые имеют относительно высокую стоимость в немецком каталоге «Михель», где они помещены в раздел «Австрия». Кроме того, они являются излюбленным объектом коллекционирования у европейских филателистов, а стоимость хорошо сохранившихся экземпляров марок порой достигает несколько тысяч евро (€).

### Газетные марки
В 1913 году вышла серия из четырёх почтовых марок с изображением девушки в традиционной боснийской одежде. Марки использовались для оплаты пересылки газет и оставались в обращении до 28 октября 1918 года. Как и большинство газетных марок того времени, они беззубцовые и обычно разрезались при реализации в почтовом окне. После окончания Первой мировой войны они выходили с разными надпечатками в Королевстве СХС как марки в обычном почтовом обращении.

### Порто-марки
Помимо универсальных почтовых марок австрийская почта эмитировала и так называемые порто-марки, которых известно три разных типа. Первый выпуск относится к 1904 году.
На марках надпись: «Milit. Post — Portomarken» («Военная почта — Порто-марка»), все они были чёрно-красно-жёлтого цвета и имели разные номиналы от 1 до 200 геллеров. Второй выпуск относится к 1916—1918 годам и вышел с номиналами от 2 геллеров до 3 крон.

### Почтово-гербовые марки
В почтовом обращении использовались и гербовые марки (то есть почтово-гербовые марки), которые отличались тем, что на них все надписи были на латинице, кириллице и на арабском алфавите, например: «…1 novčić…Zemaljska vlada za Bosnu i Hercegovinu…». Имеется два типа, оба номиналом в 1, 2 и 4 крейцера красного или коричневого цвета и по стилю отличающиеся от остальных выпусков. Графическое решение «odgovara ukrasima», которое, возможно, имело религиозную основу.

### Марки на фронте
Кроме вышеописанных марок, Австро-Венгерская империя во время Первой мировой войны на оккупированных территориях использовала почтовые марки Боснии и Герцеговины с дополнительной надпечаткой, как марки полевой почты (нем. Feldpostmarke). Использовались разные серии, с надпечатками на марках Боснии и Герцеговины «K.U.K. Feldpost» («Императорская и королевская полевая почта»), а также «Serbien» («Сербия»). Различают разные надпечатки, как по расположению (горизонтально или по диагонали), так и по цвету надпечатки. Марки выходили с 1915 по 1918 год. Порто марки с надпечаткой (например, 6 Centesimi) использовались в Италии вплоть до 1918 года. С филателистической точки зрения эти марки не имеют отношения к Боснии и Герцеговине, однако также интересны по причине разнообразия надпечаток и их распространённости в Европе.

### Падение Австро-Венгерской империи
С распадом Австро-Венгерской империи и созданием Государства СХС, почта в Боснии и Герцеговине постепенно развивалась в период существования единого государства. С ноября 1918 года в обращении были почтовые марки Австрии с надпечаткой нескольких типов. Они различаются по написанию (латиница или кириллица) и цвету надпечатки. В верхней части находится надпись «DRŽAVA S.H.S» («Государство С. Х. С.»), посредине слева и справа год 1918, а в нижней части — «Bosna i Hercegovina» («Босния и Герцеговина»). Номиналы продолжали обозначаться в кронах и геллерах до июня 1920 года, до введения динара. Помимо знакомых географических сюжетов, в обращении были почтовые марки с изображением девушки в национальной одежде, на которых были напечатаны новые номиналы.

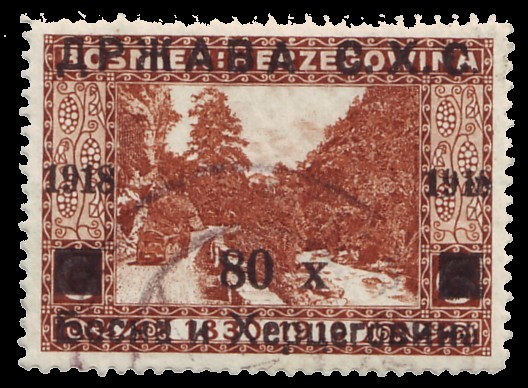
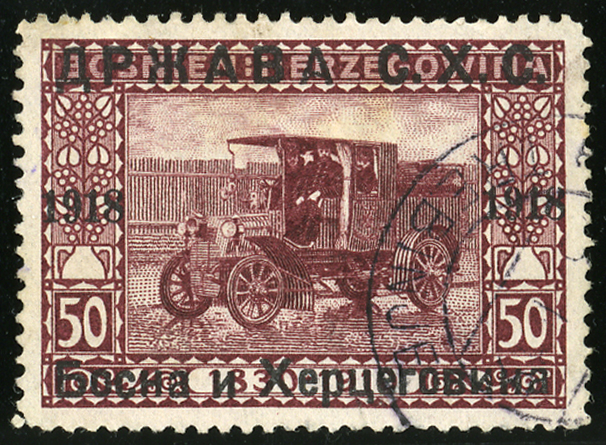

11 марта 1919 года на почтовых марках Австрии появилась надпись «Kraljevstvo Srba, Hrvata i Slovenaca» («Королевство сербов, хорватов и словенцев»), сменившая надпись «Kraljevstvo S.H.S.». Марки оставались в обращении до 1921 года, когда на всей территории королевства в обращение вышла новая серия с изображением сербского регента Александра I и короля Петра I.
Марки были действительны только на территории Боснии и Герцеговины, в то время как другие части Государства СХС имели собственные мкрки (Словения, Хорватия, Сербия и Черногория), или использовали почтовые марки Венгрии с новой надпечаткой. Некоторые каталоги («Михель») начинаются с почтовых марок Боснии и Герцеговины, которые являются первыми марками бывшей Югославии.

## Период Королевства Югославии
С 1929 года и до начала Второй мировой войны в Боснии и Герцеговине (1941) не было собственной почты. В обращении были югославские почтовые марки, на которых очень редко встречается тематика Боснии и Герцеговины. Так, в 1929 году в связи с тысячелетием основания хорватского королевства вышла серия из трёх марок, на одной из которых изображена базилика Томислава в Дувно. Номинал марки — 50 + 50 пара. На этой марке в 1931 году была сделана надпечатка нового названия государства: Королевство Югославия на латинице и кириллице. Время от времени на марках появлялись виды городов Яйце, Мостар, Сараево, но тематически почта Югославии ориентировалась на историю сербского народа в первую мировую войну и на королевскую семью Карагеоргиевичей.

## Вторая мировая война

### Независимое государство Хорватия
Распад Королевства Югославии и основание Независимого государства Хорватия 10 апреля 1941 года на территории Боснии и Герцеговины привёл к распаду почтовой связи Югославии и учреждению Хорватской почты. Уже 12 апреля вышла марка с надпечаткой «Nezavisna Država Hrvatska» («Независимое государство Хорватия») на портрете короля Петра (югославская марка 1930-х годов). Первый выпуск, на котором узнаваема хорватская тематика, вышедший в 1941/1942 году, представляет и боснийскую тематику: виды Яйце, реки Дрины, Коница, мечети Бека (Begova džamija) в Сараеве и Баня-Луки. В серию входило 19 почтовых марок, на которых есть даже и Земун.
12 октября увидела свет серия Красного Креста из трёх марок с изображением традиционной одежды. На одной них изображён мужской костюм из окрестностей Травника. Марка оставалась в обращении до 31 мая 1945 года и имела номинал 2+2 куны. 4 октября 1942 года вышла почтовая марка с изображением крестьянки из Боснии, которая также относится к серии Красного Креста.
В последующие несколько лет существования Независимого государства Хорватия на его почтовых марках не появляются сюжеты, связанные с Боснией и Герцеговиной, тематика почтовых марок развивается в другом направлении, но представляет интерес одна из марок 1944 года, на которой изображён солдат, стоящий на страже на Дрине. С исчезновением Независимого государства Хорватия с политической сцены ушли в историю и его почтовые марки, до сих пор встречающиеся во многих коллекциях.

### Демократическая Федеративная Югославия
После освобождения Независимого государства Хорватия (НГХ) от усташей и образования Демократической Федеративной Югославии на территории Боснии и Герцеговины сначала употреблялись почтовые марки НГХ с местными надпечатками соответственно тому или иному району. Так, например, почта в Мостаре использовала марки Независимого государства Хорватия с видами городов с надпечаткой текста «Demokratska Federativna Jugoslavija» («Демократическая Федеративная Югославия») и нового номинала в кунах. Марки были в обращении с 28 апреля 1945 года по 31 июля 1945 года. Некоторые из них имеют большую стоимость, хотя их следует отличать от похожих марок, которые печатались в Хорватии и не являются особо ценными, в основном, по причине гораздо более значительных тиражей. Тиражи колеблются от 1 тысячи до 43 тысяч экземпляров, в отличие от хорватских выпусков, тираж которых превышает 100 тысяч.
Почта в Сараеве надпечатала на почтовых марках Независимого государства Хорватия рядом с надписью «Demokratska Federativna Jugoslavija» герб нового государства с красной звездой и пять факелов слева. Всего было выпущено 13 почтовых марок, двух разных рисунков, которые использовались с 7 июля по 9 июля 1945 года. За эти три дня, до момента, когда приказом Министерства почты из Белграда марки были объявлены недействительными, изъяты из продажи и уничтожены, в обращение поступило лишь 600 экземпляров марок. Эти почтовые миниатюры ныне одни из наиболее ценных почтовых марок бывшей Югославии. Только в последнее время некоторые боснийские марки Республики Сербской стали цениться выше обычных марок бывшей Югославии.

## Социалистический период
В период Федеративной Народной Республики Югославия не было никаких специальных эмиссий в Боснии и Герцеговине, но с начала 1950-х годов на почтовых марках появились мотивы боснийских городов. Также выпускались марки по темам: народные костюмы, годовщины восстания, герб и флаг, но это, как правило, были выпуски для всех шести республик Югославии. Важны также и общие выпуски, посвящённые годовщинам освобождения Сараева, а также известным историческим персонам. Для этих выпусков характерно то, что история Боснии и Герцеговины средних веков представлена на них не так широко, тогда как в других республиках это было общей темой. Также незнаменитым личностям (например, писателям) периода Османской империи не нашлось места на почтовых марках, несмотря на то, что они писали о боснийцах, хотя и на тогдашнем народном языке. Обычаи и традиции народа Боснии и Герцеговины не были значительно представлены с этой точки зрения, если только это не было связано с государствами Сербия или Хорватия, не относилось к средним векам или к периоду османского правления.
Из специальных почтовых марок выходили только доплатные марки, но они были, как правило, ограничены по времени. Тематика их была общей, так что нельзя говорить о местных марках, как, например, в период перед окончанием Второй мировой войны с 1944 по 1945 год, которые были действительны лишь на ограниченной территории до учреждения единой почтовой службы.
На серии 1980-х годов, выпущенной в честь XIV Зимних Олимпийских игр в Сараево, изображены сюжеты Сараева, виды спорта, спортсмены, а также эмблема Олимпиады. Это одна из наиболее интересных попыток югославской почты приблизиться к мировым стандартам. Серия вышла тиражом до 1 миллиона экземпляров.

## Период независимой Боснии и Герцеговины
Распад Югославии и провозглашение независимости Республики Боснии и Герцеговины привели к созданию почты Боснии и Герцеговины с местонахождением в Сараево. В первое время использовались почтовые марки прежнего государства с разными надпечатками, но начало военных действий привело к частичному нарушению почтовой связи.
Начало войны привело к провозглашению парагосударственных образований на территории Республики Боснии и Герцеговины: так называемого Хорватского сообщества (позднее республики) Герцег-Босна, прекратившей своё существование после подписания Вашингтонского соглашения в начале 1994 года, и так называемой Сербской республики Боснии и Герцеговины (позднее Республики Сербской), которая в 1995 году после Дейтонского соглашения стала Республикой Сербской — субъектом Боснии и Герцеговины.
На этих землях были созданы отдельные почтовые службы: Хорватская почта в Мостаре (Hrvatska pošta Mostar), со штаб-квартирой в Мостаре, и Сербская почта (Srpske pošte), со штаб-квартирой в Баня-Луке. Обе они не являются членами ВПС, но продолжают функционировать в Боснии и Герцеговине, а выпускаемые ими почтовые марки находятся в обычном почтовом обращении. Неизвестно, возможна ли смешанная франкировка (франкирование одного почтового отправления двумя или несколькими марками, эмитированными разными почтовыми службами).

### Почта Боснии и Герцеговины
В Сараеве 27 октября 1993 года вышла серия из семи марок с тогдашним гербом Республики Босния и Герцеговина с лилиями. Их номиналы были от 100 до 50 000 динаров (BHD), а тираж — от 50 000 комплектов. Существуют разные выпуски первого дня, но марки беззубцовые и неизвестно, были ли они в обращении из-за начала боевых действий в Сараеве. Можно найти много выпусков первого дня (FDC) с соответствующим штемпелем и надписью «Suvenir» («Сувенир») и т. п., которые не соответствуют стандартам ВПС, но также и с текстами, которые показывают текущее положение в Сараево в 1993 году. Поэтому часто эти соответствующие письма воспринимаются как первые марки Республики Босния и Герцеговина, хотя очень редко можно встретить, чтобы эти марки вообще были в почтовом обращении. Появлялись они и позже, но без штемпеля. В 1994 году вышла серия беззубцовых марок, посвящённая Зимним Олимпийским играм в Сараеве 1984 года (десятилетие со дня их открытия) номиналами в 50 000, 100 000 и 200 000 динаров.
Марки Республики Боснии и Герцеговины вначале тематически характеризуются ситуацией, сложившейся в Боснии во время войны. Районы, где они были в обращении, ограничивались Сараевом и территорией, контролировавшейся армией Республики Боснии и Герцеговины. Помимо темы военных разрушений (главпочтамт в Сараеве, серия из семи марок 1995 года), тематика почтовых марок включает исторические мотивы, мотивы природы, искусства, спорта и религии. Эти почтовые марки можно было бы считать первыми марками в обращении, которые до сих пор остаются в обращении, с применением соответствующего финансового эквивалента их номиналов, обозначенных в боснийских динарах, а не в конвертируемых марках.
С 25 июля 1994 года до 10 октября 1997 года почтовые марки были деноминированы в динарах (10 000 старых динаров = 1 новый динар), а 1 октября в Боснии и Герцеговине была введена новая валюта конвертируемая марка (1 KM = 100 динаров), которая остаётся в обращении по настоящее время. Почти все марки 1995 года продолжают оставаться в почтовом обращении. Начиная с 1996 года, на марках присутствует название Боснии и Герцеговины (англ. Bosna i Hercegovina) и узнаваемая эмблема почты. Почта Боснии и Герцеговины является членом ВПС, и её ежегодные тематические выпуски почтовых марок похожи на тематические выпуски других почтовых администраций мира.
В течение последних нескольких лет тематика марок представляет интерес для коллекционеров как благодаря новому графическому дизайну, так и благодаря специфичности тем. Особое внимание продолжает уделяться туризму, городам и известным персоналиям: королева Елена, Хусейн Градашчевич, Мирза Башаджич, Бахрия Нури-Хаджич (англ. Bahrija Nuri Hadžić), Насиха Капиджич-Хаджич (англ. Nasiha Kapidžić-Hadžić), Мустафа Муяга Комадина (Mustafa Mujaga Komadina) — лишь некоторые из деятелей боснийской истории, представленные на почтовых марках боснийской почты. Представлена также и гастрономическая тематика. Например, «deset u pola» («десять с половиной») — сараевские чевапчичи, в 2005 году издан блок с изображением традиционных блюд боснийской кухни: долмы и пахлавы, с напечатанным рецептом на английском языке, на выпуске 2007 года изображён бурек). Почта Боснии и Герцеговины на своих почтовых миниатюрах использует исключительно латиницу. Помимо почтовых марок она выпускает и другие филателистические материалы, такие как картмаксимумы и конверты первого дня.
Помимо совместных выпусков с двумя другими почтовыми службами Боснии и Герцеговины, почта Боснии и Герцеговины осуществила несколько совместных филателистических выпусков: с почтовой службой Катара в 2003 году и кувейтской почтой в 2008 году.

### Хорватская почта в Мостаре

Первая почтовая марка Герцег-Босны, 1993

12 мая 1993 года был выпущен первый выпуск почтовых марок Хорватской почты в Мостаре. На марке изображена статуя Девы Марии и церковь в Меджугорье. Номинал — 2000 хорватских динаров. В районах, контролируемых Хорватским советом обороны (Герцеговина, Центральная Босния и Боснийская Посавина), в обращении с 1992 года был хорватский динар. В то же время продолжали использоваться почтовые марки бывшей Югославии с надпечаткой «Suverena Bosna i Hercegovina» («Суверенная Босния и Герцеговина») или «Suverena Herceg-Bosna» («Суверенная Герцег-Босна»). С 1993 года по наше время надписи на почтовых марках этой территории изменялись следующим образом:
- С мая 1993 года до 2 декабря 1994 года надпись: «PT HZ HB — Pošta i telekomunikacije Hrvatske zajednice Herceg-Bosna» («Почта и телекоммуникации хорватского сообщества Герцег-Босна»),
- Со 2 декабря 1994 года до 3 апреля 1997 года надпись: «Bosna i Hercegovina Hrvatska republika Herceg-Bosna» («Босния и Герцеговина Хорватская республика Герцег-Босна»),
- С 4 апреля 1997 года до 31 декабря 1998 года надпись: «Bosna i Hercegovina HPT Herceg-Bosne» («Босния и Герцеговина ХПТ Герцег-Босна»),
- С 1 января 1999 года до 31 декабря 2002 года надпись: «Bosna i Hercegovina HPT d.o.o. Mostar» («Босния и Герцеговина ХПТ д. о. о. Мостар»),
- С 1 января 2003 по настоящее время надпись: «Bosna i Hercegovina HP d.o.o. Mostar» («Босния и Герцеговина ХП д. о. о. Мостар»).

Лица, появлявшиеся на почтовых марках Хорватской почты в Мостаре, относятся, в основном, к истории. Так, 20 мая 1993 года на третьей эмитированной марке появляется изображение Сильвие Страхимира Краньчевича, а несколькими месяцами позже — Хрвое Вукшича Хрватинича. В более поздний период наблюдается тенденция к литературной тематике: в 1999 году на почтовой марке номиналом в 0,30 марки изображён Антун Бранко Шимич, а вскоре после этого — Никола Шоп.

Югославская почтовая марка 1993 года с надпечаткой Хорватской почты в Мостаре

До 30 мая 1994 года в обращении наряду с почтовыми марками с номиналами в хорватских динарах, и после изменений в Хорватии, в Герцег-Боснии и на почтовых марках появилась куна в качестве денежной единицы. Вплоть до 1 января 1999 года куна являлась законным платежным средством на этой территории. После введения конвертируемой марки Хорватская почта в Мостаре изменяет внешний вид и символику на почтовых марках. 10 февраля 1994 года вышла почтовая марка с дополнительным обозначением «Hrvatska republika Herceg-Bosna» («Хорватская республика Герцег-Босна»), так что единственным отличием является эмблема Хорватской почты в Мостаре («HPTM»), которая, как правило, напечатана в нижней части марки. Выпуски Хорватской почты в Мостаре по тематике не отличаются от выпусков других почт в Боснии и Герцеговине, но упор делается на города, регионы и персоналии из истории хорватов Боснии и Герцеговины (Ливно, Яйце, Томиславград, Любушки и т. д.) Тиражи выпусков — от 80 тысяч до 200 тысяч экземпляров. В год выпускается около 30 разных почтовых марок, тематика которых в последние несколько лет совпадает с тематикой остальных почтовых ведомств Боснии и Герцеговины, что свидетельствует о конкретном сотрудничестве между тремя почтами. Все надписи на почтовых выпусках Хорватской почты в Мостаре — на латинице. Помимо почтовых марок Хорватская почта в Мостаре выпускает и другие филателистические материалы, такие как картмаксимумы и конверты первого дня.
На почтовых марках Хорватской почты в Мостаре с 2009 года, наряду с надписью «Bosna i Hercegovina» («Босния и Герцеговина»), употребляется дополнительная надпись «Federacija Bosna i Hercegovina» («Федерация Боснии и Герцеговины») или сокращённо: «FBIH».

### Сербская почта в Бане-Луке

Почтовая марка Республики Сербской с литерным обозначением номинала (1994)

После образования на территории Боснии и Герцеговины Республики Сербской, 26 октября 1992 года на почтовых марках бывшей Югославии появилась надпечатка текста «Република Српска» («Республика Сербская») кириллицей. Номиналы югославских марок были перечеркнуты одной или двумя линиями и были надпечатаны новые номиналы от 5 до 500 динаров. Марки были действительны до 24 января 1994 года. В то же время вышла новая серия 1993 года трёх рисунков и шести номиналов, с изображением национального смычкового инструмента, сербского герба и монастыря Житомисличи под Мостаром. Почта Республики Сербской до введения конвертируемой марки использовала югославский динар (вначале — динар Республики Сербской), но на марках были напечатаны буквы «A» — для внутренней корреспонденции, «R» — для заказных писем.
Рисунки марок первоначально носили, главным образом, религиозный характер, но со временем сербская почта стала эмитировать серии марок с изображением флоры и фауны, футбола, мостов, Олимпийских игр, персонажей литературных произведений Бранко Чопича, Йована Дучича, Мешы Селимовича, Алексы Шантича, Петара Кочича, Иво Андрича, и т. д. Марки имеют относительно высокую стоимость на европейском рынке, как благодаря их сюжетам, так и из-за малых тиражей, которые у некоторых серий варьируются от 10 до 14 тысяч марок, что является относительно малым показателем. На всех марках была надпись «Република Српска» на кириллице до 2003 года, когда на них начинает появляться надпись «Босна и Херцеговина», но дополнительная надпись «Република Српска» остаётся и после этого. Кроме того, эти почтовые марки можно различать по логотипу сербской почты, который имеется на них всех. Одиночные выпуски марок, как правило, содержат надписи на кириллице, тогда как серии марок имеют альтернативное написание на латинице или на кириллице.
В год выпускается около тридцати марок, которые обычно печатаются в малых листах по 8 марок с виньеткой в середине листа, в листах 3×3 при одинаковом способе печати и с одинаковой зубцовкой. Надо сказать, что дизайн марок Республики Сербской соответствует дизайну почтовых марок бывшей Югославии, а также по графике и тематике соответствует, например, маркам Сербии 1990-х годов. Причины этому, вероятно, носят экономический характер, потому что другие почты печатают свои почтовые марки в других странах (к примеру, Черногория печатала ряд новых марок в Сараеве, но их графика близка к Сербии). Такое же явление наблюдалось и в Чехии и Словакии после распада Чехословакии.

#### Доплатные марки
Сербская почта с 14 сентября 1997 года выпускает доплатные марки, которые посвящены обществу Красного Креста, неделе борьбы с туберкулёзом. Номиналы — от 0,15 ND (новых динаров) в 1997 году до 0,20 KM в 2005 году. Некоторые из них самоклеящиеся, отражая современные тенденции в изготовлении почтовых марок. Обычно они действительны в течение недели и должны наклеиваться на каждый конверт. Рисунки несложные: изображение ребёнка или изображение красного креста на белом фоне.

#### Персонифицированные марки

Персонифицированная марка Республики Сербской, посвящённая муниципалитету Приедора

С 2007 года почта Республики Сербской эмитирует и персонифицированные почтовые марки. Следуя примеру других европейских почтовых служб (напр., австрийской почты), она предоставляет возможность выпуска, по просьбе государственных организаций, частных компаний или физических лиц, персонифицированных марок желаемого рисунка. Рисунки можно заказывать, при этом обычно они выполняются на основе фотографий. Графическое решение, как правило, предлагается самим почтовым ведомством, но есть возможность выбора между двумя цветами: синим и жёлтым, а также между двумя типами формата рисунка: вертикальным и горизонтальным. На марках, помимо надписей по желанию клиента и надписей «Bosna i Hercegovina» («Босния и Герцеговина»), «Republika Srpska» («Республика Сербская»), «Pošte Srpske» («Сербская почта»), присутствует логотип сербской почты и номинал марки. Эти марки были выпущены в почтовое обращение и являются законным средством оплаты почтового сбора при пересылке внутри страны. Маркетинговая стратегия способствовала продвижению частных фирм и других организаций. Критерии одобрения рисунков неизвестны, равно как и порядок регулирования разрешённых сюжетов марок. Цена зависит от заказанного тиража и варьируется от 1,50 конвертируемых марок за штуку при тираже 20—50 штук до 0,80 КМ при тираже более 1000 штук. Номинал в настоящее время — 0,70 КМ (по состоянию на сентябрь 2008 года). Марки этого типа не каталогизируются в таких известных каталогах как «Михель», но описываются в специальных каталогах. До сих пор данные марки не каталогизированы ни в одном из известных каталогов. Тираж выпущенных марок неизвестен. До сих пор было эмитировано 13 разных почтовых марок.

#### Местные выпуски
Ссылаясь на нехватку стандартных марок, в 1994 году почтовое отделение в Добое осуществило так называемый местный выпуск Добоя. Для этого были использованы почтовые марки Югославии периода гиперинфляции, на которых штампом был нанесён новый номинал. Марки были в обращении в муниципалитетах Добой, Брод, Модрича и Дервента. Ввиду отсутствия решения почтового управления Сербской почты о выпуске этих марок они считаются незаконной эмиссией, тем не менее они были признаны в соответствии с почтовыми правилами соответствующих муниципалитетов. В октябре 1994 года марки были изъяты из обращения и официально уничтожены. Небольшое их количество уцелело, но рынок пока не сформировался. Согласно филателистическим правилам, это частные выпуски и не имеют филателистической ценности. Впрочем, в связи с постоянным обновлением каталогов почтовых марок можно ожидать появления этих выпусков в специализированных каталогах через несколько лет.

#### Прочие выпуски
Прочие филателистические материалы Сербской почты можно разделить на следующие группы:
- конверты первого дня,
- открытки первого дня,
- памятные конверты[англ.],
- простые почтовые карточки,
- иллюстрированные почтовые карточки,
- филателистические виньетки.

Помимо филателистических виньеток, которые используются в декоративных целях и не имеют номинала, а также ни одной характеристики почтового отправления, вся остальная продукция используется в почтовом обращении или издаётся для нужд филателистов. Общей чертой этой продукции является то, что она издаётся по особым поводам и ставит целью отметить важные даты, события и т. д.

### Общие выпуски
В течение последних нескольких лет имели место попытки эмиссии общих выпусков с большим или меньшим успехом. Помимо выпусков СЕРТ для Европы, которые традиционно выходят в мае, когда почти все почтовые администрации Европы выпускают серию одной тематики, каждая из трёх почтовых служб Боснии и Герцеговины эмитировала общие почтовые выпуски с другими странами (например, совместный выпуск Почты Боснии и Герцеговины и Катара 2003).
Одним из примеров является совместный выпуск почтовой марки с изображением папы Иоанна Павла II, который должен был быть одинаковым для всех трёх почт, но из-за разногласий с Почтой сербской внешний вид марок был изменён и они были перевыпущены. Почтовая марка вышла по поводу визита Папы в Боснию и Герцеговину 22 июня 2003 года в Банье-Луке. Весь тираж реализовался в почтовом отделении в Сараеве и используется в обычном почтовом обращении. Этот выпуск носит исключительный характер также и потому, что на марке Хорватской почты в Мостаре надпись «Босния и Герцеговина» приведена на кириллице. Также эмиссией почти идентичных почтовых марок было отмечено десятилетие Дейтонских соглашений в Боснии и Герцеговине всеми тремя почтовыми службами, которые различались логотипом почты, формой и размером почтовой марки.
Помимо первоначальной тематики, за некоторыми исключениями, все три почты Боснии и Герцеговины воздерживались от создания культа некоторых исторических фигур, некоторых политических партий и, кроме исключительных случаев, — национализма. Отражение на почтовых марках религиозных мотивов или исторических народных личностей не нарушает правил выпуска почтовых марок, потому что это типичные сюжеты и для других почтовых администраций, но в силу специфики политической ситуации в Боснии и Герцеговине некоторые выпуски сочли неуместными.
Один из редких необычных выпусков, который почти неизвестен на филателистическом рынке, представляет собой серию из четырёх марок Почты Боснии и Герцеговины 1999 года по теме «Минералы», на которых представлены минералы из Тузлы, Витеза, Бусовачи и Сребреницы. Тираж серии — 30 тысяч экземпляров, при этом возникает вопрос о нормальном их почтовом обращении, хотя эту серию можно приобрести на почте в Сараеве.
Почтовая марка с общим сюжетом была выпущена в 2011 году по случаю 150-летия со дня рождения Фритьофа Нансена, норвежского дипломата, исследователя и лауреата Нобелевской премии мира 1922 года. Марки этого выпуска отличаются только дополнительной надписью для Федерации Боснии и Герцеговины и Республики Сербской, названия которых написаны на кириллице или на латинице, а также изображениями логотипов соответствующей почты.

## Фальсификации
В период существования Королевства сербов, хорватов и словенцев (1919—1921), помимо бесчисленных разновидностей надпечаток, имеется много поддельных марок, которые без проверки не имеют большой ценности.
На современном этапе появление почтовых марок на территории Республики Сербской привело к появлению и подделок. Целью подделок было либо причинение ущерба почте, либо причинение ущерба филателистам. Вначале фальсификацию облегчало низкое качество надпечаток первой серии и наличие множества почтовых марок Югославии с аналогичными надпечатками, которые, тем не менее, не каталогизированы, поэтому для большинства марок этой серии, как и для конвертов, необходим сертификат филателистической экспертизы. В дальнейшем наблюдались подделки с разными сочетаниями франкированных писем и разными почтовыми марками. Появление поддельных конвертов первого дня началось после формирования высокого спроса на филателистическую продукцию Почты сербской, а также в начале относительной изоляции почты в Банье-Луке. Эти фальшивки легко опознаются по плохим почтовым штемпелям.
В 1998 году почтовые власти Боснии и Герцеговины дважды оповещали руководящие органы ВПС о существовании фальшивых марок, незаконно производившихся от имени страны и имеющих спекулятивный характер. Речь шла о марках с надписями «Serbian Republic» («Сербская республика») и «Herceg Bosnia» («Герцег-Босния»).